# Lijst van personages van Jommeke
Dit is een (incomplete) lijst van personages van de stripreeks Jommeke.
| Personage(s)                    | Eerste verschijnen           | Voorkomen in albums | Beschrijving                                        |
| ------------------------------- | ---------------------------- | --- | --------------------------------------------------- |
| Jommeke                         | 1. De jacht van een voetbal  | alle | Het 11-jarige hoofdpersonage uit de reeks           |
| Filiberke                       | 2. De zingende aap           | 2-13, 15-20, 22, 24-34, 36-40, 42-74, 76-... | Beste vriend van Jommeke                            |
| De Miekes                       | 2. De zingende aap           | 2-13, 15-20, 22, 24-34, 36-40, 42-74, 76-... | Tweelingzussen                                      |
| Flip                            | 1. De jacht van een voetbal  | 1-... | Papegaai van Jommeke                                |
| Pekkie                          | 2. De zingende aap           | 2-13, 15-20, 22, 24-34, 36-40, 42-74, 76-... | Hond van Filiberke                                  |
| Choco                           | 39. Lieve Choco              | 39, 40, 42-45, 47, 48, 51-59, 61-64, 66, 67, 70-74, 76-... | Aapje van De Miekes                                 |
| Professor Gobelijn              | 4. Purperen pillen           | 4, 6-8, 11, 15, 16, 19, 20, 22, 24, 25, 26, 28, 29, 31-33, 36, 37, 43, 44, 46, 48-54, 56, 57-62, 65, 67, 68, 69, 71, 73-76 ...                                                 | Onhandige wetenschapper                             |
| Archibald Van Buikegem          | 16. De gouden jaguar         | 16, 120, 203, 205 en 224 | Vriend van professor Gobelijn                       |
| Marie                           | 1. De jacht van een voetbal  | 1-12, 15, 18-24, 26-29, 31, 35, 36, 39, 41, 44, 46, 55, 56, 57, 62, 64-70, 73, 75, 77, ...                                                                                     | Moeder van Jommeke                                  |
| Teofiel                         | 1. De jacht van een voetbal  | 1-12, 15, 18-24, 26-29, 31, 35, 36, 39, 41, 44, 46, 55, 56, 57, 62, 64-70, 73, 75, 77, ...                                                                                     | Vader van Jommeke                                   |
| Jan Haring                      | 84. De plank van Jan Haring. | 84, 105, 116, 121, 128, 134, 142, 150, 171, 192, 195, 200, 207, 208, 216, 224, 231, 238, 243, 244, 261, 263, 276, 284, 286, 297, 304, 309                                      | Oude zeeman                                         |
| Mic Mac Jampudding              | 13. Het Jampuddingspook      | 13, 24, 25, 29, 75,... | Schotse kasteeleigenaar                             |
| Arabella Pott                   | 13. Het Jampuddingspook      | 13, 24, 25, 29, 75,... | Huishoudster van Mic Mac Jampudding                 |
| Joachim                         | 13. Het Jampuddingspook      | 13, 19, 255 | Ezel van Mic Mac Jampudding                         |
| Anatool                         | 1. De jacht op een voetbal   | 1, 9, 12, 13, 17, 25, 34, 40, 47, 48, 49, 50, 54, 59, 68, 71, 100, 112, 115, 161, 186                                                                                          | Arme dief                                           |
| Kwak en Boemel                  | 1. De jacht op een voetbal   | 1, 22, 34, 40, 52, 74, 96, 100, 111, 116, 118, 125, 126, 128, 134, 143, 150, 155, 159, 174, 186, 205, 208-212, 219, 221, 225, 226, 237, 238, 250, 251, 258, 268, 277, 282, 308 | Wonen in een hol                                    |
| De koningin van Onderland       | 3. De koningin van Onderland | 3, 40, 100, 118, 157, 164, 181, 201, 210, 249, 266, 267, 285, 297, 298, 301, 303                                                                                               | Kan mensen hypnotiseren                             |
| Mirza                           | 3. De koningin van Onderland | 3 en 202 | Kat van de koningin van Onderland                   |
| Zazof                           | 100. Het jubilee             | 100, 118, 157, 164, 181, 201, 210, 249, 266, 267, 285, 297, 298, 301, 303 | Knecht van de koningin van Onderland                |
| De begijntjes                   | 8. De ooievaar van Begonia   | 8, 31, 100, 104, 137, 141, 150, 190, 205, 209, 135, 138, 241, 251, 278 | Ze zijn met 6                                       |
| Heronimus                       | 8. De ooievaar van Begonia   | 8, 190, 234. 235, 265 | Ooievaar van Begonia                                |
| Elodie van Stiepelteen          | 17. Diep in de put           | 17, 18, 25, 76, ... | Gravin die in een kasteel woont                     |
| Fifi                            | 17. Diep in de put           | 17, 18, 25, 76, ... | Hond van Elodie Van Stiepelteen                     |
| Baron Odilon van Piependale     | 25. De zeven snuifdozen      | 25, 76, ... | Verloofd met Elodie Van Stiepelteen                 |
| Tobias                          | 96. Paniek rond Odilon       | 96, ... | Hond van Odilon Van Piependale                      |
| Eulalie Van Treurwilge          | 25. De zeven snuifdozen      | 25 en 204 | Barones en vriendin van Elodie Van Stiepelteen      |
| Barones Van Mallemeulenmolen    | 25. De zeven snuifdozen      | 25 en 265 | Barones                                             |
| Dikke Springmuis                | 30. Jommeke in de Far West   | 30, 41, 88, 100, 106, 114, 139, 144, 164, 195, 211, 222, 238, 260, | Stamhoofd van de indianenstam de Propere Voeten     |
| Zoete Lelie                     | 30. Jommeke in de Far West   | 30, 41, 88, 100, 106, 114, 139, 144, 164, 195, 211, 222, 238, 260, | Dochter van Dikke Springmuis                        |
| Mieke Geit                      | 30. Jommeke in de Far West   | 30, 41, 88, 100, 106, 114, 139, 144, 164, 195, 211, 222, 238, 260, | Rijdier van Dikke Springmuis                        |
| Houten Nek                      | 30. Jommeke in de Far West   | 30, 41, 88, 100, 106, 114, 139, 144, 164, 195, 211, 222, 238, 260, | Tovenaar van de Propere Voeten                      |
| Koperen Keelgat                 | 30. Jommeke in de Far West   | 30, 41, 88, 100, 106, 114, 139, 144, 164, 195, 211, 222, 238, 260, | Een van de dapperste krijgers van de Propere Voeten |
| Stenen Achterste                | 30. Jommeke in de Far West   | 30, 41, 88, 100, 106, 114, 139, 144, 164, 195, 211, 222, 238, 260, | Een van de dapperste krijgers van de Propere Voeten |
| Rollende Rots                   | 30. Jommeke in de Far West   | 30, ... | Opperhoofd van de Ketelbuiken                       |
| Madam Pepermunt                 | 63. Madam Pepermunt          | 63, ... | Amerikaanse goudmijn-eigenares                      |
| Pierhaar, Hakeneus en Steketand | 14. Op heksenjacht           | 14, 168, 197, 266 | Heksen en vijanden van Jommeke                      |
| Piko                            | 14. Op heksenjacht           | 14, 168, 197, 266 | Raaf van Hakeneus                                   |
| Zara                            | 14. Op heksenjacht           | 14, 168, 197, 266 | Kat van Steketand                                   |
| Bella                           | 5. De muzikale Bella         | 5, 104, 128, 141, 196, 205, 229, 238, 257, 268, ... | Koe met veel gevoel voor muziek                     |
| Boer Snor                       | 5. De muzikale Bella         | 5, 104, 128, 141, 196, 205, 229, 238, 257, 268, ... | Boer met een lange snor                             |
| Krelis                          | 15. Het staartendorp         | 15, 79, 205 en 209 | Boer                                                |
| Gustafke                        | 5. De muzikale Bella         | 5 en 242 | Arme jongen                                         |
| Notaris Poenaard                | 1. De jacht op een voetbal   | 1, 115, 126, 134, 225, 263 | Notaris van Zonnedorp                               |
| Koning Sleepbaard               | 14. Op heksenjacht           | 14 en 168 | Kabouterkoning                                      |
| Woutje Wacht                    | 14. Op heksenjacht           | 14 en 168 | Kabouter                                            |
| Langteen                        | 14. Op heksenjacht           | 14 en 168 | Kabouter                                            |
| Schommelbuik                    | 14. Op heksenjacht           | 14 en 168 | Kabouter                                            |
| Dokter Wijzenbaard              | 14. Op heksenjacht           | 14 en 168 | Kabouter                                            |
| Knaagtand                       | 14. Op heksenjacht           | 14 en 168 | Kabouter                                            |
| Burgemeester van Zonnedorp      | 15. Het staartendorp         | 15, 20, 28, 55, 64, 190, 205, 209, 210, 232, 261 en 268 | Burgemeester van Zonnedorp                          |
| Dokter Van Been                 | 15. Het staartendorp         | 15, 20, 22, 35, 200, 241, 244, 250, 251, 258 en 268 | Dokter Van Zonnedorp                                |
| Polidoor                        | 21. Het verkeerde land       | 21 en 268 | Inwoner met vijf benen van het verkeerde land       |